# 灵山寺 (潮阳区)
23°19′27″N 116°26′12″E / 23.32417°N 116.43667°E
潮阳灵山寺，位于中国广东省汕头市潮阳区铜盂镇灵山山麓。汉族地区佛教全国重点寺院之一。

## 历史沿革
潮阳灵山寺创建于唐贞元七年(791年)，时禅宗六祖惠能门人大颠法师归潮阳，弘法建寺。唐元和十四年（819年），韩愈因谏阻唐宪宗迎佛骨而贬为潮州太守，与大颠法师交谊甚笃，临移袁州，登灵山面别大颠并留官衣，此后“灵山留衣”成千古佳话。

## 建筑
灵山寺现存舌镜塔，拔木坞、写经台、祝圣碑、开善藏、白石槽、千丛果与留衣亭，为灵山八景。